# Epidendrum erythrostigma
Epidendrum erythrostigma là một loài thực vật có hoa trong họ Lan. Loài này được Hágsater mô tả khoa học đầu tiên năm 1999.